# هاري وايت
هاري وايت (بالإنجليزية: Harry White)‏ (18 ديسمبر 1994 ببرمنغهام في المملكة المتحدة - ) هو لاعب كرة قدم بريطاني في مركز الهجوم. لعب مع بوريهام وود إف سي ونادي بارنسلي ونادي كيدرمينستر هاريرز لكرة القدم ونادي غلوستر سيتي وBanbury United F.C. ‏ وCoventry Sphinx F.C. ‏ وEarlswood Town F.C. ‏.

## وصلات خارجية
- هاري وايت على موقع قاعدة بيانات كرة القدم.إي يو (الإنجليزية)
- هاري وايت على موقع Soccerbase.com (لاعب) (الإنجليزية)
- هاري وايت على موقع Soccerway.com (الإنجليزية)